# Hopman Cup 2005
Der Hopman Cup 2005 war die 17. Ausgabe des Tennisturniers im australischen Perth. Er wurde vom 1. Januar bis zum 8. Januar 2005 ausgetragen.
Der letzte Teilnehmer wurde zwischen den Niederlanden und Simbabwe ausgespielt. In diesem Play-off setzten sich die Niederlande mit 2:1 durch.
Im Finale gewann das Team in Person von Daniela Hantuchová und Dominik Hrbatý aus der Slowakei mit 3:0 gegen das Team Gisela Dulko und Guillermo Coria aus Argentinien.

## Teilnehmer und Gruppeneinteilung
| Nation      | Teilnehmer                                 |
| ----------- | ------------------------------------------ |
| Russland    | Anastassija Myskina und Marat Safin        |
| Argentinien | Gisela Dulko und Guillermo Coria           |
| Italien     | Francesca Schiavone und Davide Sanguinetti |
| Deutschland | Anna-Lena Grönefeld und Tommy Haas         |

| Nation             | Teilnehmer                            |
| ------------------ | ------------------------------------- |
| Vereinigte Staaten | Meghann Shaughnessy und James Blake   |
| Slowakei           | Daniela Hantuchová und Dominik Hrbatý |
| Australien         | Alicia Molik und Mark Philippoussis   |
| Niederlande        | Michaëlla Krajicek und Peter Wessels  |

## Spielplan

### Tabelle
| Pos. | Land        | Gewonnen | Verloren | Spiele | Sätze |
| ---- | ----------- | -------- | -------- | ------ | ----- |
| 1    | Argentinien | 3        | 0        | 6:3    | 13:7  |
| 2    | Deutschland | 2        | 1        | 5:4    | 12:11 |
| 3    | Italien     | 1        | 2        | 4:5    | 7:12  |
| 4    | Russland    | 0        | 3        | 3:6    | 9:11  |

| Pos. | Land               | Gewonnen | Verloren | Spiele | Sätze |
| ---- | ------------------ | -------- | -------- | ------ | ----- |
| 1    | Slowakei           | 2        | 1        | 6:3    | 14:6  |
| 2    | Vereinigte Staaten | 2        | 1        | 5:4    | 10:10 |
| 3    | Australien         | 1        | 2        | 4:5    | 10:11 |
| 4    | Niederlande        | 1        | 2        | 3:6    | 6:13  |

| Abschnitt | Datum          | Team 1             | Team 2             | Ergebnis |
| --------- | -------------- | ------------------ | ------------------ | -------- |
| Play-off  |                | Niederlande        | Simbabwe           | 2:1      |
| Vorrunde  |                | Argentinien        | Italien            | 2:1      |
| Vorrunde  |                | Australien         | Slowakei           | 2:1      |
| Vorrunde  |                | Deutschland        | Russland           | 2:1      |
| Vorrunde  |                | Vereinigte Staaten | Niederlande        | 2:1      |
| Vorrunde  |                | Deutschland        | Italien            | 2:1      |
| Vorrunde  |                | Argentinien        | Russland           | 2:1      |
| Vorrunde  |                | Niederlande        | Australien         | 2:1      |
| Vorrunde  |                | Slowakei           | Vereinigte Staaten | 2:1      |
| Vorrunde  |                | Italien            | Russland           | 2:1      |
| Vorrunde  |                | Argentinien        | Deutschland        | 2:1      |
| Vorrunde  |                | Slowakei           | Niederlande        | 3:0      |
| Vorrunde  |                | Vereinigte Staaten | Australien         | 2:1      |
| Finale    | 8. Januar 2005 | Slowakei           | Argentinien        | 3:0      |

## Ergebnisse
| Datum          | Team 1             | Team 2             | Ergebnis | Spiel                  | Spieler 1              | Spieler 2           | Resultat          |
| -------------- | ------------------ | ------------------ | -------- | ---------------------- | ---------------------- | ------------------- | ----------------- |
|                | Niederlande        | Simbabwe           | 2:1      | Dameneinzel            | Michaëlla Krajicek     | Cara Black          | 3:6, 7:65, 6:0    |
| Herreneinzel   | Niederlande        | Simbabwe           | 2:1      | Peter Wessels          | Wayne Black            | 7:67, 7:5           |                   |
| Mixed          | Niederlande        | Simbabwe           | 2:1      | Krajicek, Wessels      | Black, Black           | 7:8                 |                   |
|                | Argentinien        | Italien            | 2:1      | Dameneinzel            | Gisela Dulko           | Francesca Schiavone | 1:6, 3:6          |
| Herreneinzel   | Argentinien        | Italien            | 2:1      | Guillermo Coria        | Davide Sanguinetti     | 6:1, 7:64           |                   |
| Mixed          | Argentinien        | Italien            | 2:1      | Dulko, Coria           | Schiavone, Sanguinetti | 7:5, 6:0            |                   |
|                | Australien         | Slowakei           | 2:1      | Dameneinzel            | Alicia Molik           | Daniela Hantuchová  | 6:3, 6:3          |
| Herreneinzel   | Australien         | Slowakei           | 2:1      | Mark Philippoussis     | Dominik Hrbatý         | 5:7, 2:6            |                   |
| Mixed          | Australien         | Slowakei           | 2:1      | Molik, Philippoussis   | Hantuchová, Hrbatý     | 69:7, 6:3, 7:69     |                   |
|                | Deutschland        | Russland           | 2:1      | Dameneinzel            | Anna-Lena Grönefeld    | Anastassija Myskina | 3:6, 3:6          |
| Herreneinzel   | Deutschland        | Russland           | 2:1      | Tommy Haas             | Marat Safin            | 6:3, 3:6, 6:1       |                   |
| Mixed          | Deutschland        | Russland           | 2:1      | Grönefeld, Haas        | Myskina, Safin         | 7:5, 1:6, 7:66      |                   |
|                | Vereinigte Staaten | Niederlande        | 2:1      | Dameneinzel            | Meghann Shaughnessy    | Michaëlla Krajicek  | 7:5, 6:4          |
| Herreneinzel   | Vereinigte Staaten | Niederlande        | 2:1      | James Blake            | Peter Wessels          | 6:1, 7:64           |                   |
| Mixed          | Vereinigte Staaten | Niederlande        | 2:1      | Shaughnessy, Blake     | Krajicek, Wessels      | 5:7, 5:7            |                   |
|                | Deutschland        | Italien            | 2:1      | Dameneinzel            | Anna-Lena Grönefeld    | Francesca Schiavone | 2:6, 6:2, 2:6     |
| Herreneinzel   | Deutschland        | Italien            | 2:1      | Tommy Haas             | Davide Sanguinetti     | 6:3, 6:2            |                   |
| Mixed          | Deutschland        | Italien            | 2:1      | Grönefeld, Haas        | Schiavone, Sanguinetti | 7:67, 6:4           |                   |
|                | Argentinien        | Russland           | 2:1      | Dameneinzel            | Gisela Dulko           | Anastassija Myskina | 2:6, 1:6          |
| Herreneinzel   | Argentinien        | Russland           | 2:1      | Guillermo Coria        | Marat Safin            | 7:64, 6.1           |                   |
| Mixed          | Argentinien        | Russland           | 2:1      | Dulko, Coria           | Myskina, Safin         | 6:2, 6:0            |                   |
|                | Niederlande        | Australien         | 2:1      | Dameneinzel            | Michaëlla Krajicek     | Alicia Molik        | 3:6, 5:7          |
| Herreneinzel   | Niederlande        | Australien         | 2:1      | Peter Wessels          | Mark Philippoussis     | 7:65, 3:6, 6:2      |                   |
| Mixed          | Niederlande        | Australien         | 2:1      | Krajicek, Wessels      | Molik, Philippoussis   | 6:0, 6:0 walkover   |                   |
|                | Slowakei           | Vereinigte Staaten | 2:1      | Dameneinzel            | Daniela Hantuchová     | Meghann Shaughnessy | 6:4, 6:2          |
| Herreneinzel   | Slowakei           | Vereinigte Staaten | 2:1      | Dominik Hrbatý         | James Blake            | 7:62, 6:4           |                   |
| Mixed          | Slowakei           | Vereinigte Staaten | 2:1      | Hantuchová, Hrbatý     | Shaughnessy, Blake     | 6:0, 613:7, 67:7    |                   |
|                | Italien            | Russland           | 2:1      | Dameneinzel            | Francesca Schiavone    | Anastassija Myskina | 3:6, 2:6          |
| Herreneinzel   | Italien            | Russland           | 2:1      | Davide Sanguinetti     | Marat Safin            | 7:60, 63:7, 6:0     |                   |
| Mixed          | Italien            | Russland           | 2:1      | Schiavone, Sanguinetti | Myskina, Safin         | 8:6                 |                   |
|                | Argentinien        | Deutschland        | 2:1      | Dameneinzel            | Gisela Dulko           | Anna-Lena Grönefeld | 6:3, 2:6, 1:6     |
| Herreneinzel   | Argentinien        | Deutschland        | 2:1      | Guillermo Coria        | Tommy Haas             | 5:7, 3:2 Aufgabe    |                   |
| Mixed          | Argentinien        | Deutschland        | 2:1      | Dulko, Coria           | Grönefeld, Haas        | 6:0, 6:0 walkover   |                   |
|                | Slowakei           | Niederlande        | 3:0      | Dameneinzel            | Daniela Hantuchová     | Michaëlla Krajicek  | 6:4, 6:2          |
| Herreneinzel   | Slowakei           | Niederlande        | 3:0      | Dominik Hrbatý         | Peter Wessels          | 5:2 Aufgabe         |                   |
| Mixed          | Slowakei           | Niederlande        | 3:0      | Hantuchová, Hrbatý     | Krajicek, Wessels      | 6:0, 6:0 walkover   |                   |
|                | Vereinigte Staaten | Australien         | 2:1      | Dameneinzel            | Meghann Shaughnessy    | Alicia Molik        | 2:6, 3:6          |
| Herreneinzel   | Vereinigte Staaten | Australien         | 2:1      | James Blake            | Mark Philippoussis     | 6:3, 6:4            |                   |
| Mixed          | Vereinigte Staaten | Australien         | 2:1      | Shaughnessy, Blake     | Molik, Philippoussis   | 6:7, 7:5, 7:67      |                   |
| 8. Januar 2005 | Slowakei           | Argentinien        | 3:0      | Dameneinzel            | Daniela Hantuchová     | Gisela Dulko        | 1:6, 6:4, 6:4     |
| 8. Januar 2005 | Slowakei           | Argentinien        | 3:0      | Herreneinzel           | Dominik Hrbatý         | Guillermo Coria     | 6:4, 6:1          |
| 8. Januar 2005 | Slowakei           | Argentinien        | 3:0      | Mixed                  | Hantuchová, Hrbatý     | Dulko, Coria        | 6:0, 6:0 walkover |